# Encinillas (Estado de México)
Encinillas es una localidad mexicana ubicada en el Estado de México, dentro del municipio de Polotitlán.

## Demografía
De acuerdo con el censo realizado en 2020 por el Instituto Nacional de Estadística y Geografía (INEGI), en Encinillas había un total de 439 habitantes, de los que 226 eran mujeres y 213, hombres.